# 九十九王子 (田辺市本宮町)

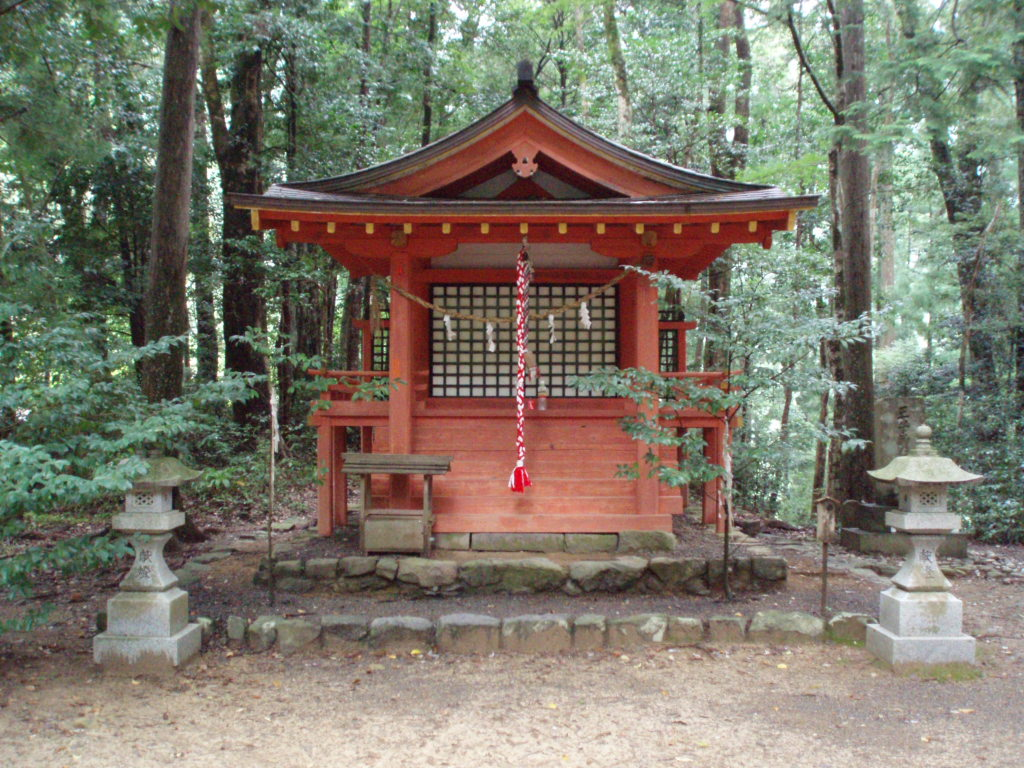
発心門王子社殿

本項目では、和歌山県田辺市市内・旧本宮町域内に所在する九十九王子（くじゅうくおうじ）について述べる。

## 九十九王子とは
九十九王子（くじゅうくおうじ）とは、熊野古道、特に紀伊路・中辺路沿いに在する神社のうち、主に12世紀から 13世紀にかけて、皇族・貴人の熊野詣に際して先達をつとめた熊野修験の手で急速に組織された一群の神社をいい、参詣者の守護が祈願された。
しかしながら、承久3年（1221年）の承久の乱以降、京からの熊野詣が下火になり、そのルートであった紀伊路が衰退するとともに、荒廃と退転がすすんだ。室町時代以降、熊野詣がかつてのような卓越した地位を失うにつれ、この傾向はいっそう進み、近世紀州藩の手による顕彰も行われたものの、衰退の勢いをとどめるまでには至らなかった。さらに、明治以降の神道の国家神道化とそれに伴う合祀、市街化による廃絶などにより、旧社地が失われたり、比定地が不明になったものも多い。
本記事では、これら九十九王子のうち、比定地が和歌山県田辺市、なかでも旧本宮町域に推定される王子を扱う。

## 碑と町石
中辺路のうち、滝尻から本宮までの区間（旧中辺路町域および旧本宮町町域に重なる）の王子には、以下のような特徴的な遺構が見られる。
ひとつは、緑泥片岩の碑である。前述のような事情から、江戸期にはすでに多くの王子は廃絶し、跡地のみとなっていたものがほとんどであった。それらの王子を顕彰するために、享保8年（1723年）、当時の紀州藩が造立したのがそれらの緑泥片岩碑である。大門、比曽原、中ノ河、小広、猪鼻などに残された碑を今日でも見ることが出来る。
もうひとつは、流紋岩製の町石卒塔婆である。町石卒塔婆とは、一般に、山地の寺院への参道に1町（約109.09m）ごとに建てられたもので、道標の役割を果たした。自然石を転用したものもあるが、多くは五輪卒塔婆または笠塔婆の形式を採り、上部に本尊の梵字、下部に町数、側面や背面に造立年月日や願主名が彫られる。天仁2年（1109年）の藤原宗忠の参詣記には本宮までの町数を示した卒塔婆（「三〇〇町蘇屠婆」）の存在について言及がある（滝尻から本宮まではおおよそ300町＝32km、実際には約37kmある）が、これは木製のものであったようだ。現存する町石卒塔婆は、様式から鎌倉時代後期のものとみられ、承久の乱後に荒廃した熊野参詣道の整備を鎌倉幕府が幾度か行った際のものである。今日その姿を見ることができるものはその時期に建てられたものであるが、現存するものは少ない。

## 史料
頻出する史料については以下のような略号で示す。
| 略号         | 著者                        | 年代                                        | 注記 |
| ------------ | --------------------------- | ------------------------------------------- | --- |
| 『中右記』   | 藤原宗忠                    | 天仁2年 （1109年）                          | 『中右記』                                                                                                |
| 『愚記』     | 藤原定家                    | 建仁元年 （1201年）                         | 「熊野道之間愚記」（『明月記』所収）。後鳥羽院参詣記。                                                    |
| 『頼資卿記』 | 藤原頼資                    | 承元4年 （1210年）                          | 修明門院参詣記。                                                                                          |
| 『縁起』     | 仁和寺（蔵）                | 正中3年 （1326年）                          | 『熊野縁起』                                                                                              |
| 『王子記』   | 沙門蓮春                    | 文明5年 （1474年）                          | 『王子記』。別名『九十九王子記』とも。「九十九王子」の語の初出史料。                                      |
| 『郷導記』   | 児玉荘エ門 （児玉荘左衛門） | 元禄元年（1688年）？～ 元禄16年（1703年）？ | 『紀南郷導記』                                                                                            |
| 『道中記』   | 鳥居源之丞                  | 享保7年 （1722年）                          | 『熊野道中記』。おそらく紀州藩主の参詣のための予備調査記録。九十九王子の所在地や社殿の有無に詳しい。      |
| 『続風土記』 | 仁井田好古 ほか（編）       | 文化2年（1806年）～ 天保10年（1839年）      | 『紀伊続風土記』。全195巻（藩領地誌97巻、古文書集17巻、高野山関係81巻）からなる、近世後期和歌山の地誌書。 |

## 田辺市本宮町の九十九王子
田辺市本宮町域内の九十九王子は6社。これらは全て国の史跡「熊野参詣道」（2000年〈平成12年〉11月2日指定）の一部である。
三越峠を越え、奥熊野に入った参詣道は、山を下り音無川の最上流部の渓流に沿うように進む。この峠と湯の峰を短絡する赤木越（あかぎごえ）という尾根道沿いのルートが近世以降使われるようになったが、現在では三越峠側に崩落箇所があり、全行程をたどることはできない。

### 猪鼻王子

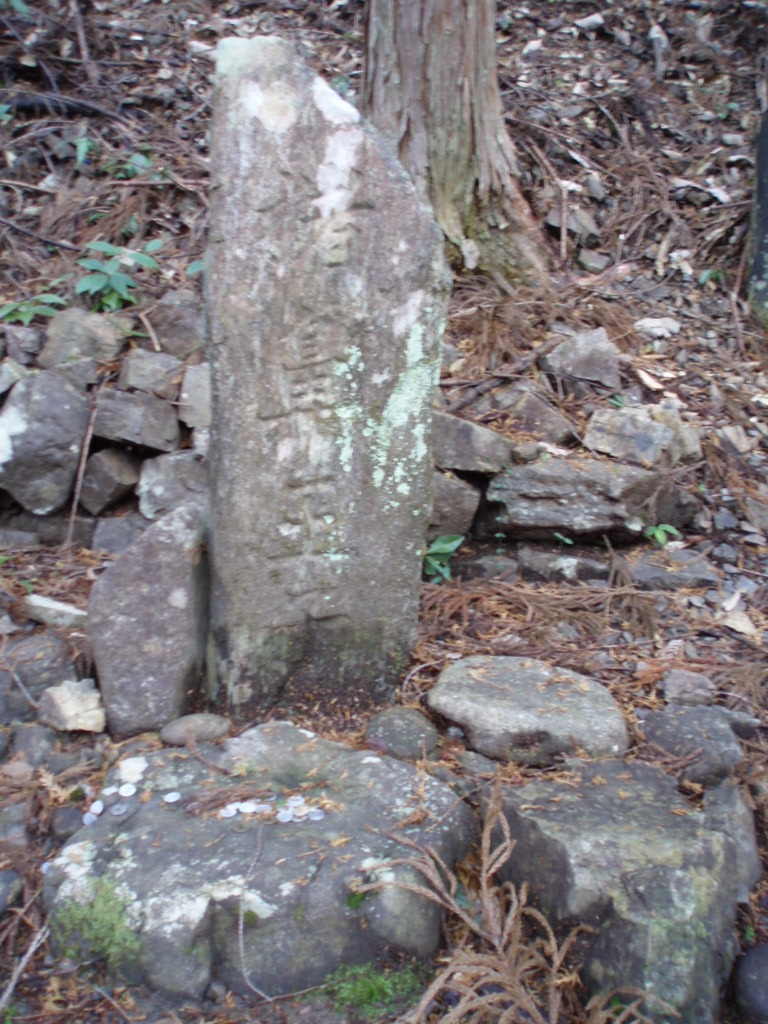
猪鼻王子

猪鼻王子（いのはなおうじ）は、三越峠一帯を源流とする音無川（おとなしがわ）の河畔にある。本宮町萩から三越峠を結ぶ林道が拓かれ、参詣道の跡はとどめられておらず、王子址には林道から河原に下りて行かねばならない。現在ではわずかに紀州藩の碑が残るのみである。
『愚記』に「猪鼻」とあり、『中右記』『頼資卿記』には谷川を数度わたって猪鼻王子に着いたとあるが、その後の熊野詣の衰微に伴って廃絶した。『郷導記』にも、谷川にかかる板橋をわたりながら進んだとあり、ほとんど道筋に変化が無かったことが分かる。次の発心門王子までは、猪鼻王子からごく近いところから山道を登って行った様が伝えられているが、現在ではその跡をたどることはできない。
- 所在地 田辺市本宮町三越字猪鼻1811

### 水呑王子

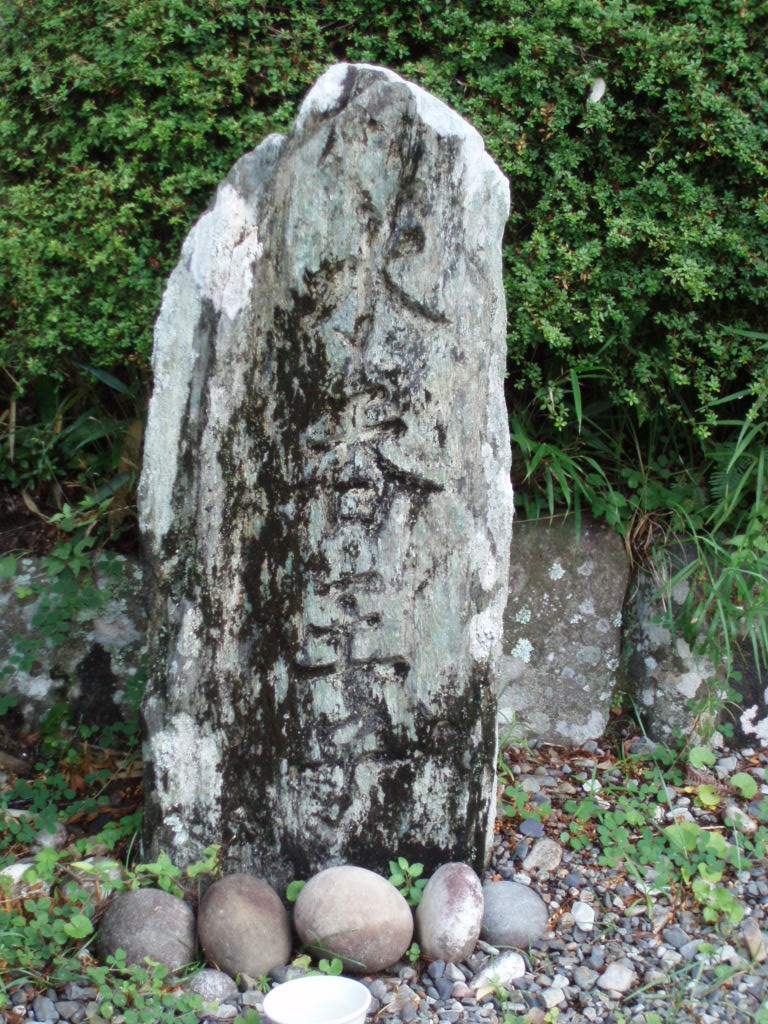
水呑王子碑

発心門王子から林道を下って、小集落の中を抜けてゆくと本宮町萩に出る。集落のなかの道を進み、右手に分かれる林道に上がって2km弱のところに水呑王子（みずのみおうじ）があり、緑泥片岩碑が立っている。
『和歌山県聖蹟』では『愚記』を根拠に水飲王子の名を採り、現在もその名で呼ばれているが、中世の参詣記（『中右記』『愚記』）には内水飲王子と明記されており、『縁起』や『王子記』も同様の王子名を記録していることから、16世紀末頃までは内飲水と呼ばれていたことがわかる。古くは、高原（田辺市中辺路町）にも「水飲」なる地名があったと『中右記』にあり、『縁起』や『中右記』の記述からすると本宮から3日行程と見られることから大門王子の近辺と推定されている。これら2つの地名を区別するため、また、発心門のうちにあって本宮に近いことからこのように呼ばれたようである。
『続風土記』には「水呑王子」の名が見られることから、現在の名が定着したのは遅くとも江戸時代以降と見られる。現在地は、三里小学校三越分校の校地跡であり、校地の工事のために少なくとも2度、移動させられている。
- 所在地 田辺市本宮町三越字大横手1416-1

### 伏拝王子

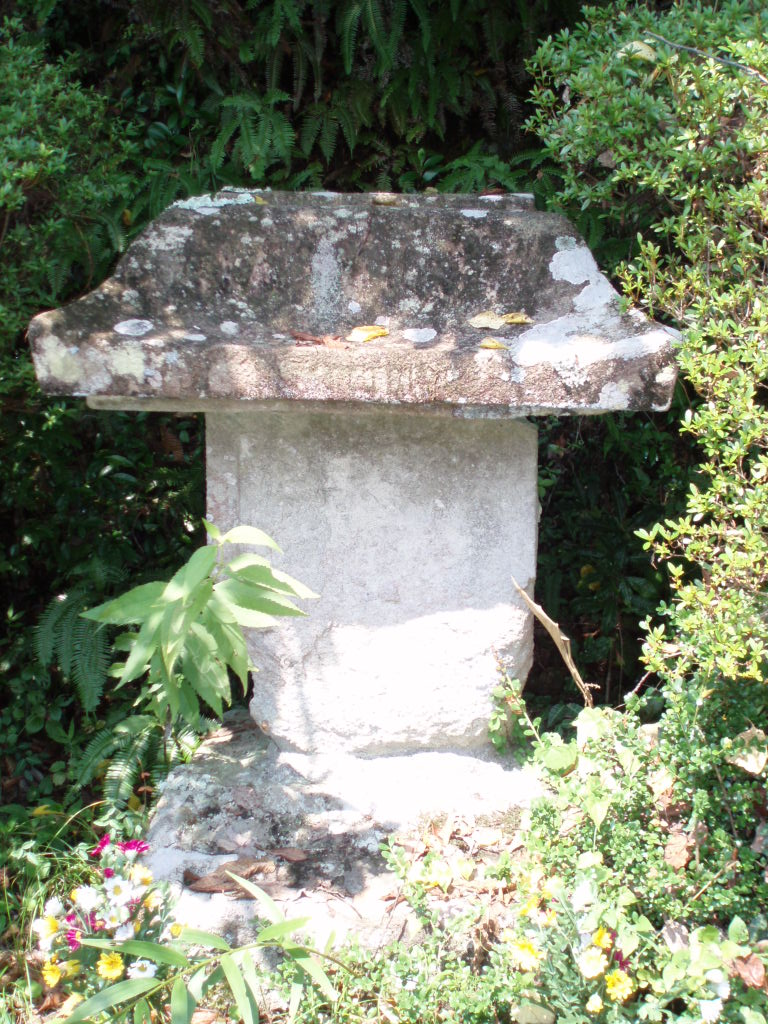
伏拝王子祠

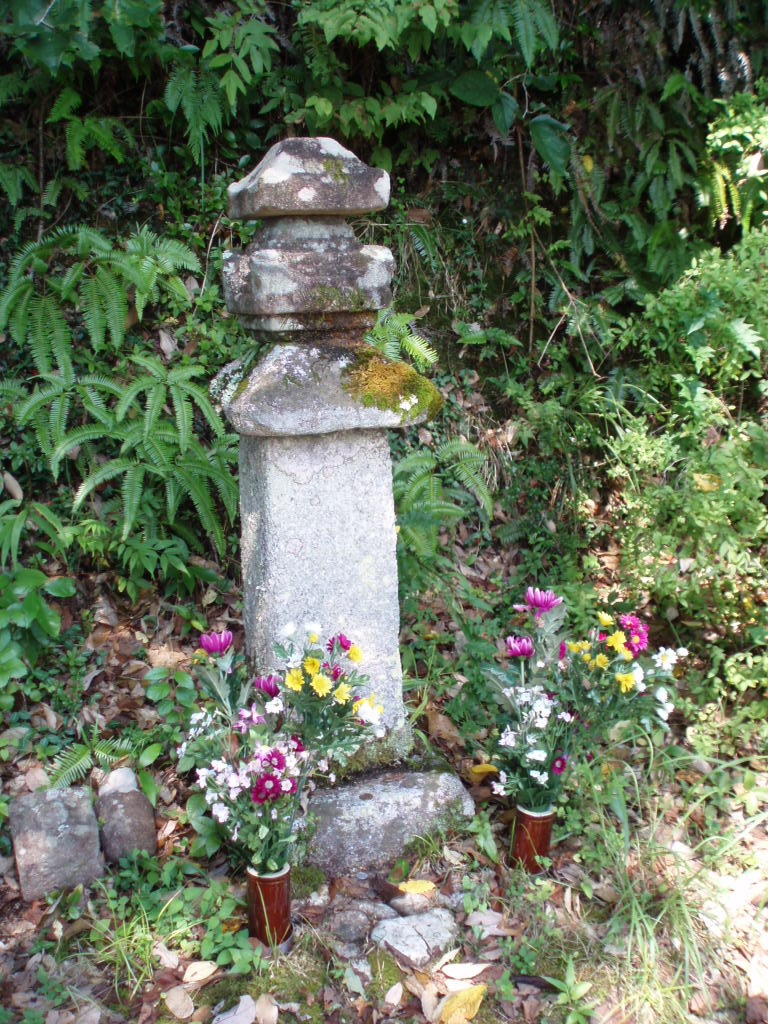
和泉式部供養塔

分校跡地からすぐに参詣道跡は地道を辿る。植林地の中に続く道を抜けて伏拝の集落に出て、坂道を登り切ったあたり、伏拝字茶屋に伏拝王子（ふしおがみおうじ）がある。長く厳しい参詣道を歩いてきた参詣者たちが、熊野川と音無川の出会うところにある熊野本宮大社の旧社地（大斎原）の森を、はじめて望むことができたのがこの地である。
中世参詣記にはその名は見えず、『縁起』や『王子記』にも名が見られない。成立時期は相当遅いものと見られ、享保15年（1730年）の『九十九王子記』に、和泉式部供養塔とともに「伏拝村」はずれの道の左側にある、と述べられているのが初出である。『道中記』には、
とある。もともとは両者は離れた場所にあったが、1973年（昭和48年）に両方とも道の右側にある古道と農道に挟まれた丘の東側中腹に移されている。
和泉式部供養塔は、徳川頼宣が寄進したものである。笠塔婆の上に宝篋印塔の塔身と蓋を積み上げたものであり、延応元年（1239年）の銘がある。この供養塔は、古くは現在地から古道沿いに西に戻ったところにある、60メートルほどの短い坂の左側にあったと伝えられていることから、町石のひとつであったと考えられている。この坂は地元で一里坂と呼ばれ、伏拝王子の近辺から本宮大社までの距離はほぼ1里（4km）に相当することに由来する地名と考えられる。また、笠塔婆という形状も、町石に用いられる典型的なものである。
この王子にまつわる説話に、和泉式部が月のさわりに見舞われ、
と嘆いたところ、その夜、式部の夢に熊野権現が現われて、
と返歌し、参拝を許されたとするものがある。この説話が広められたのは室町時代から南北朝時代にかけてのことであり、その担い手は一遍を開祖とする時衆であった。一遍は熊野の地で時宗の教義を得たが、その一つの核に、阿弥陀如来による救済には阿弥陀への信・不信を問わないとする無差別の思想がある。これを宣伝するために、和泉式部を引き合いに出したものと考えられている。
- 所在地 田辺市本宮町伏拝字茶屋続157

### 祓戸王子
伏拝王子を過ぎると道は再び地道が続き、本宮町九鬼で小辺路と合流する。小辺路との合流点にはかつて関所があり、茶屋が設けられていたことから三軒茶屋跡とも呼ばれる。尾根伝いの道を進んで最後の坂を下りきり、団地の中を抜けて、やがて小さなドーム状の樹叢が見えてくる。この樹叢に守られるように立つのが祓戸王子（はらいどおうじ、史料によっては「祓殿」「祓所」などの別表記あり）である。ここから本宮大社の旧社地まではわずかな距離し かなく、本宮参拝の直前に身を清める潔斎所としての性格を帯びていたと見られる。
江戸時代の神社誌『南紀神社録』には王子社と天神社が現在地にあったと伝えており、さらに『官幣大社熊野坐神社年表』には、1907年（明治40年）に摂社産土田神社を末社祓戸天神社に移したとあり、社の性格は定まらない。旧くは樹叢そのものが潔斎所としての性格を帯びていたものが、王子社に転じたものと考えられる。
木立の左側には、明治初期まで医王寺という寺院があった。『愚記』10月16日条に、発心門を発った後鳥羽院一行の到着を待つ間に休息をとった地蔵堂の跡地である。現在では、道の傍らにある石仏がわずかにその痕跡を伝えている。

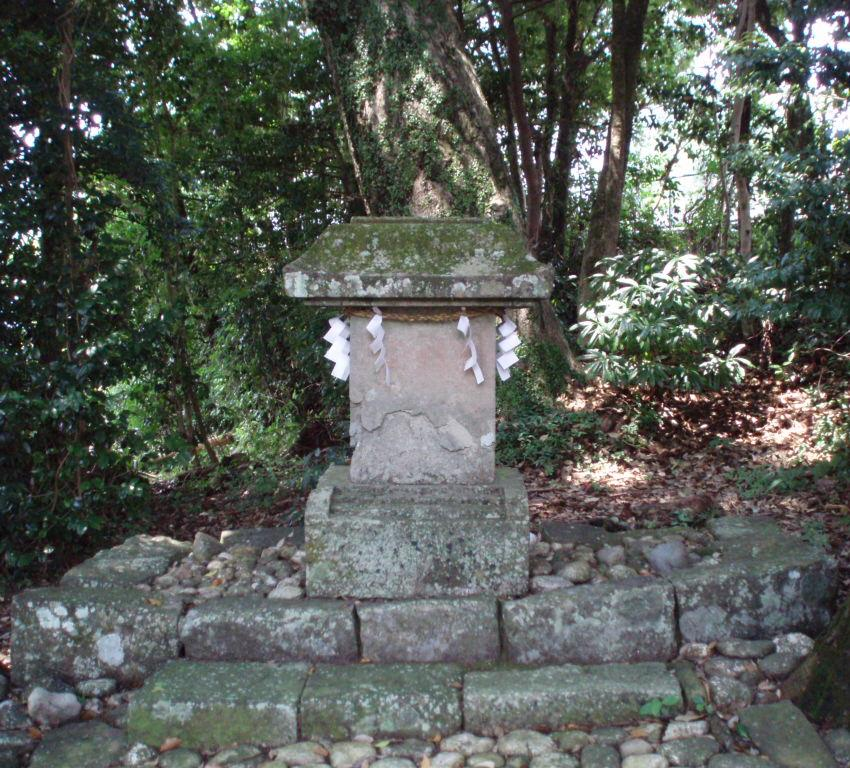
祓戸王子祠
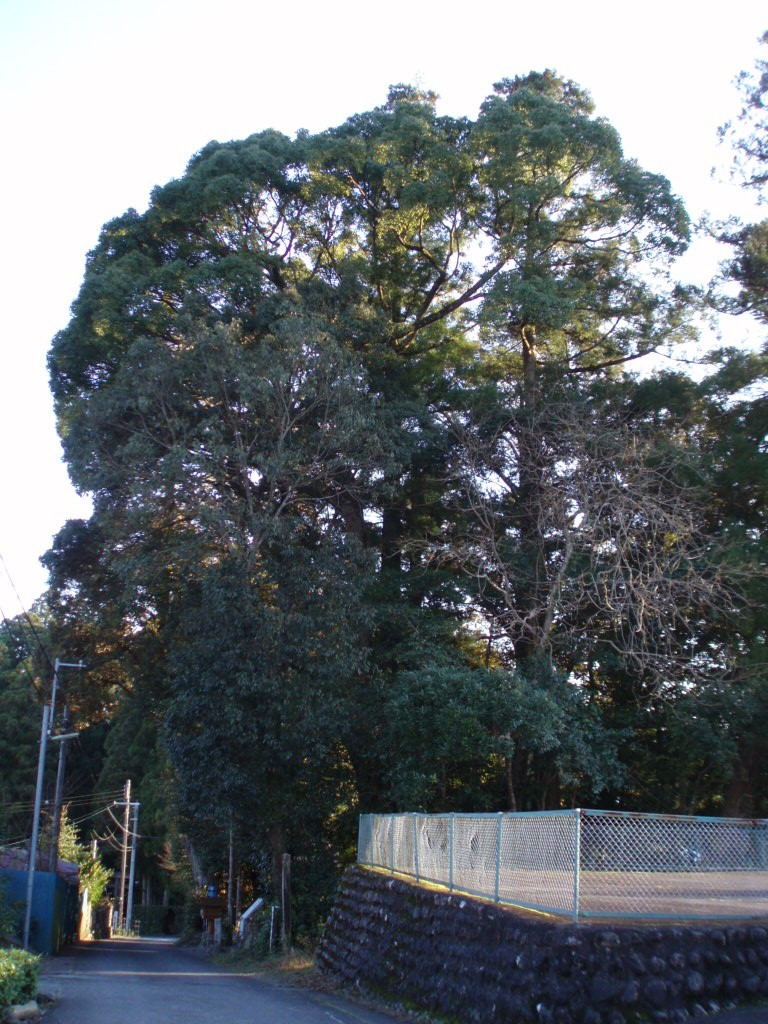
祓戸王子の樹叢
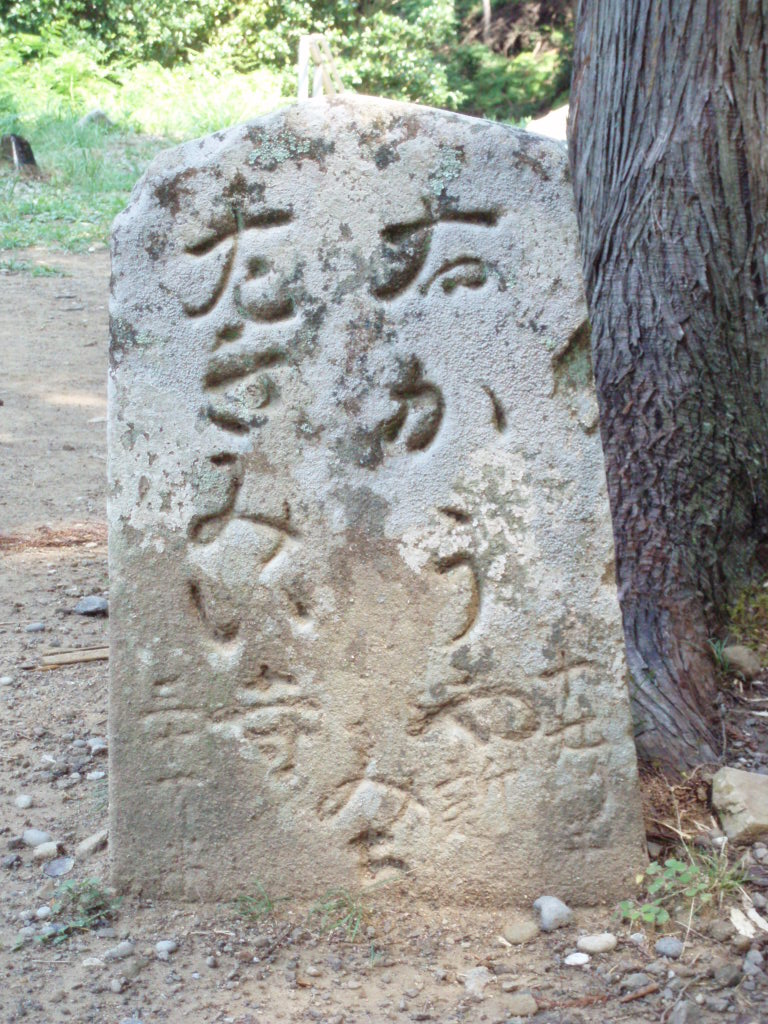
三軒茶屋跡の駒形道標

- 所在地 田辺市本宮町祓戸1077